# Ardisia subsessilifolia
Ardisia subsessilifolia är en viveväxtart som beskrevs av Cyrus Longworth Lundell. Ardisia subsessilifolia ingår i släktet Ardisia och familjen viveväxter. Inga underarter finns listade i Catalogue of Life.